# Donji Miholjac
Donji Miholjac (dawniej Šokac-Miholjac) – miasto w Chorwacji, w żupanii osijecko-barańskiej, siedziba miasta Donji Miholjac. W 2011 roku liczył 6240 mieszkańców.

## Opis
Miasto jest położone na obszarze Slawonii, nad rzeką Drawą, 33 km na północ od Našic.
Miejscowa gospodarka oparta jest m.in. na przemyśle chemicznym, drzewnym, metalowym i maszynowym oraz na rolnictwie. W okolicy znajdują się złoża gazu ziemnego, piasku, ropy naftowej i żwiru.